# Алі Сроур
Алі Сроур (нар. 11 червня 1994),  також відомий як «Принц Алі» - ліванський професійний боксер з Норвегії. Він був кілька разів чемпіоном Норвегії і Скандинавським чемпіоном.

## Ранні роки
Сроур народився в Тенсбергу, Норвегія, в 1994 році, його батьки — ліванці. Він почав боксувати коли йому було 12 років, у боксерському клубі ТК у своєму рідному місті. У 12 років він почав свою аматорську кар'єру, і 8 разів ставав національним чемпіоном і 2 рази чемпіоном Скандинавії.

## Професійна кар'єра
В кінці 2017 року Сроур відправився в подорож по Південній Америці, де і почав свою професійну кар'єру.

## Особисте життя
Сроур мусульманин. Він завжди молиться перш ніж увійти на ринг.

## Професійний бокс
| Професійне резюме боксу |
| ----------------------- |

| 4 бої    | 4 перемоги | 0 поразок |
| -------- | ---------- | --------- |
| нокаутом | 3          | 0         |
| рішенням | 1          | 0         |

| No. | Результат | Рахунок | Суперник                                                             | Тип | Раунд, час | Дата            | Місце знаходження         | Примітки |
| --- | --------- | ------- | -------------------------------------------------------------------- | --- | ---------- | --------------- | ------------------------- | -------- |
| 4   | перемога  | 3-0     | Giorgi Gachechiladze                                                 | UD  | 4/4        | 20 жовтня 2018  | Skien, Norway             | [ 5 ]    |
| 3   | перемога  | 3-0     | Luis Ángel Dias Ramires                                              | TKO | 3/4        | 10 березня 2018 | Guadalajara, Mexico       | [ 6 ]    |
| 2   | перемога  | 2-0     | Efren Martinez Lopez [Архівовано 27 березня 2018 у Wayback Machine.] | TKO | 1/4        | 10 січня 2018   | San Jose Iturbide, Mexico | [ 7 ]    |
| 1   | перемога  | 1-0     | Rafael Herrera                                                       | KO  | 2/4        | 2 грудня 2017   | Puerto Vallarta, Mexico   | [ 8 ]    |